# Giovanbattista Venditti
Giovanbattista Venditti (Avezzano, 27 de marzo de 1990) es un jugador de rugby italiano que juega para Newcastle Falcons en la Aviva Premiership y la selección de rugby de Italia.
Normalmente juega de ala. En enero de 2012 fue llamado a la selección nacional para el Torneo de las Seis Naciones 2012.
Hizo su debut con la selección italiana contra Francia el 4 de febrero de 2012. Logró su primer ensayo con Italia en su segundo partido, contra Inglaterra.
Venditti forma parte del equipo italiano para la Copa mundial de Inglaterra 2015. En el primer partido del campeonato, una derrota frente a Francia, marcó el único ensayo italiano del partido.